# Tre storie d'amore
Tre storie d'amore è una raccolta di racconti dell'investigatore privato Pepe Carvalho, celebre personaggio creato dalla penna di Manuel Vázquez Montalbán. Nelle tre storie il motivo guida non è tanto l'amore, quanto i sentimenti forti che possono rivelarsi distruttivi; tre casi che Carvalho risolverà con brillantezza e cinismo non per la giustizia degli umani, ma per se stesso e per i propri clienti paganti. ISBN 978-88-07-81899-8

## Le ceneri di Laura
Pepe è coinvolto nelle indagini sull'omicidio di Laura, una sua ex, ingaggiato dai colleghi della vittima. 
Il carnefice è in questo caso solamente un predestinato (un po' come Giuda ed il suo tradimento).

## Quel che poteva essere e non fu
Tra "anziani" cantanti rock, prostituzione fisica e mentale, confusioni omosessuali, Pepe Carvalho cerca un colpevole che ha già pagato.

## La ragazza che non sapeva dire no
Un matrimonio che si regge solo sull'interesse economico continua ad unire due persone, ma c'è sempre chi è più furbo (e vivrà una vita immeritata) e c'è sempre qualcuno che più furbo si crede (e magari si è arricchito con i polli e muore per una “pollastra”).